# كاكاو إنترتينمنت
كاكاو إنترتينمنت (بالكورية : 주식회사 카카오엔터테인먼트؛) هي شركة ترفيه وإعلام وتوزيع المحتوى كورية جنوبية تأسست في عام 2021. وهي شركة تابعة لمجموعة كاكاو، وقد تأسست بعد اندماج شركتيها الفرعيتين كاكاو بيج وكاكاو إم.

## الأقسام

### شركة كاكاو بيج
بقيادة الرئيس التنفيذي المشارك جوي لي، تتولى شركة بيج التابعة، مسؤولية نشر القصص الخيالية على الإنترنت مثل المانهوا والويبتون، وتطوير مواقع الويب الخاصة بالشركة. تقع الشركة في بانغيو، سيونغنام في مقاطعة جيونج جي.

### شركة كاكاو إم
رئيسها التنفيذي ستيفان كيم، وهي مسؤولية عن أعمال الترفيه ووسائل الإعلام للشركة. ويقع مقرها الرئيسي في طهران-رو، جانجنام-جو في سول.

## الشركات التابعة

### تحت إدارة كاكاو بيج
- اي دي بيج
- داون كرييتيف
- كتب كي دبليو
- الكيوي فين
- آر إس ميديا
- الفجل ميديا
- ساميانج سي اند سي
- ساونديست إنترتينمنت
- تاباس ميديا
- يوندام

### تحت إدارة كاكاو إم

#### شركات الترفيه
- انتينا ميوزك
- بلو دوت إنترتينمنت
- ايدام إنترتينمنت
- هاي اوب إنترتينمنت
- ستارشيب إنترتينمنت
  - ستارشيب شيب
  - هايلاين إنترتينمنت

#### شركاتإدارة المواهب
- اوسوم اي ان تي
- بي اتش إنترتينمنت
- كينج كونج من قبل ستارشيب
- وكالة سوب
- ريدي إنترتينمنت
- فسات إنترتينمنت & ميديا

#### شركات الإنتاج
- شركة 3Y
- بارام بيكتشرز
- دولفينر فيلم
- جرايجو
  - بيت باجا
- كروسس بيكتشرز
- لوجس فيلم
- ميجا مونستر
- مونلايت فيلم
- ساناي بيكتشرز
- شونوت
- ستوري أند بيكتشرز ميديا
- استوديو كي 11O
- زيب سينما

## الإنتاج التلفزيوني
تضم القائمة المسلسلات التي انتجتها كاكاو او أنتجت من قبل شركاتها التابعة بتعاون مع المنتجين الآخريين.
| عام  | عنوان                           | انتاج                                                                | ملاحظة                       | المراجع |
| ---- | ------------------------------- | -------------------------------------------------------------------- | ---------------------------- | ------- |
| 2021 | دكتور برين                      | باوند إنترتينمنت، كاكاو إنترتينمنت، ستوديو بليكس، دارك سيركل بيكتشرز |                              |         |
| 2022 | عرض مادي                        | من قبل شركتها التابعة كروسس بيكتشرز                                  | عنوان كاكاو وتخطيط له مع SBS |         |
| 2022 | صف روبونجي                      | هيئة بث أساهي، كروس بيكتشرز، إس إل إل                                |                              |         |
| 2023 | أسوأ شر                         | من قبل شركاتها التابعة ساناي بيكتشرز، بارام بيكتشرز                  | لصالح ديزني+                 |         |
| 2023 | المغنية المنبوذة                | بارام بيكتشرز، كاكاو إنترتينمنت                                      |                              | [ 4 ]   |
| 2023 | مخلوق جيونغسونغ                 | من قبل شركتها التابعة ستوري أند بيكتشرز ميديا، استوديو دراغون        | لصالح نتفليكس                | [ 5 ]   |
| 2024 | جانغنام، الجانب الآخر           | من قبل شركاتها التابعة ساناي بيكتشرز مع ميجا بوكس بلس                | لصالح ديزني+                 | [ 6 ]   |
| 2025 | عندما تمنحك الحياة ثمار اليوسفي | من قبل شركتها التابعة بارام بيكتشرز بتعاون مع بان إنترتينمنت         | لصالح نتفليكس                | [ 7 ]   |
| 2025 | العلاقات السرية                 | بلاي لست، كاكاو إنترتينمنت، فوجي تي في                               |                              | [ 8 ]   |
| 2025 | كارما                           | من قبل شركاتها مونلايت فيلم، بارام بيكتشرز                           | لصالح نتفليكس                | [ 8 ]   |
| 2025 | تسعة ألغاز                      | مونلايت فيلم، كاكاو إنترتينمنت                                       | لصالح ديزني+                 | [ 8 ]   |
| 2025 | أنت وكل شيء آخر                 | من قبل شركاتها التابعة لوجوس فيلم                                    | لصالح نتفليكس                | [ 8 ]   |

## روابط خارجية
- الموقع الرسمي